# Conseil supérieur des archives
Pour les articles homonymes, voir CSA.
Le Conseil supérieur des archives (CSA) est un organisme consultatif français créé par arrêté en 1988 et dont le rôle et la composition ont été précisés par la loi sur les archives du 15 juillet 2008.

## Rôle et organisation
Le conseil est créé par un arrêté du 21 janvier 1988, en remplacement de la Commission supérieure des archives créée en 1884.
Il est présidé par Jean-Louis Debré du 5 mars 2016 à sa mort le 4 mars 2025.
Il comprend diverses commissions thématiques, plus ou moins actives.
Contrairement à ce que prévoit son arrêté de création (au moins une séance par an), il n'est pas réuni en 2014 ni en 2015.
La présidence est assurée de façon bénévole.  

### Composition
Outre le président et le vice-président, le conseil comprend :
- le vice-président du Conseil d'État ;
- un député ;
- un sénateur : Loïc Hervé[b] ;
- le directeur des Archives de France ;
- le chef du collège Archives de l'inspection générale des patrimoines ;
- le secrétaire général du gouvernement ;
- le directeur général des Collectivités locales (DGCL) du ministère de l'Intérieur ;
- le directeur général pour l'Enseignement supérieur et l'Insertion professionnelle (DGESIP) du ministère de l'Éducation nationale ;
- le directeur des Archives du ministère des Affaires étrangères ;
- le directeur de la Mémoire, du Patrimoine et des Archives du ministère de la Défense ;
- le chef du Département de l'enseignement supérieur de la recherche et de la technologie ;
- le président de l'Assemblée des départements de France ;
- le président de l'Association des maires de France ;
- le directeur général du Centre national de la recherche scientifique (CNRS) ;
- le directeur de l'École nationale des chartes ;
- le directeur de l'Institut national du patrimoine ;
- le président de la conférence des présidents d'université ;
- le président de la Fondation nationale des sciences politiques ;
- le président de l'Association des archivistes français (AAF) ;
- des personnalités qualifiées :
  - Olivier Baude, directeur de l'infrastructure de recherche Huma-Num ;
  - Alain Chatriot, professeur des universités ;
  - Thierry Chestier, ancien président de la Fédération française de généalogie ;
  - Marie Cornu, directrice de recherche au CNRS ;
  - Cédric Dolain, président de Généalogistes de France ;
  - Marion Duvigneau, directrice des archives municipales de Nice ;
  - Jacques Fredj, directeur du Mémorial de la Shoah ;
  - Odile Gaultier-Voituriez, responsable du département archives de l'Institut d'études politiques de Paris ;
  - Lydiane Gueit-Montchal, directrice des Archives départementales d'Indre-et-Loire ;
  - Valérie Hannin, professeur, agrégée d'histoire, directrice de la rédaction de L'Histoire ;
  - Anastasia Iline, directrice générale adjointe de Campus France ;
  - Nathalie Léger, directrice générale de l'Institut mémoires de l'édition contemporaine ;
  - Me Pierre Tarrade, notaire ;
  - François-Louis a'Weng, président de l'Association française pour la protection des archives privées ;
  - Éric Roussel, membre de l'Académie des sciences morales et politiques, journaliste, écrivain ;
  - Sylvie Thénault, directrice de recherche au CNRS ;
- des représentants des organisations syndicales :
  - Violaine Challeat-Fonck, représentante de la CFDT-Culture ;
  - Béatrice Hérold, représentante de la CFTC ;
  - Claire Béchu, représentante de la CFE-CGC ;
  - Isabelle Foucher, représentante de la CGT-Archives ;
  - Gwladys Bénéteau, représentante de Sud Culture Solidaires ;
- deux inspecteurs généraux du patrimoine ;
- des chefs de service des Archives nationales ;
- les directeurs des trois services d'Archives nationales.

Voix consultatives :
- Pascal Mignerey, chef de la délégation à l'inspection, à la recherche et à l'innovation de la direction générale des Patrimoines et de l'Architecture du ministère de la Culture ;
- Isabelle Dion, directrice des Archives nationales d'outre-mer ;
- Nathalie Genet-Rouffiac, cheffe du Service historique de la Défense ;
- Corinne Porte, directrice des Archives nationales du monde du travail ;
- Emmanuel Étienne, chef du service du patrimoine ;
- Bruno Ricard, directeur des Archives nationales.

### Liste des présidents
- 1988–2007 : René Rémond[c],[d],[e],[f],[g],[h]
- 2007–2016 : Georgette Elgey[i],[j]
- 2016–2025 : Jean-Louis Debré[k],[l],[m],[4]

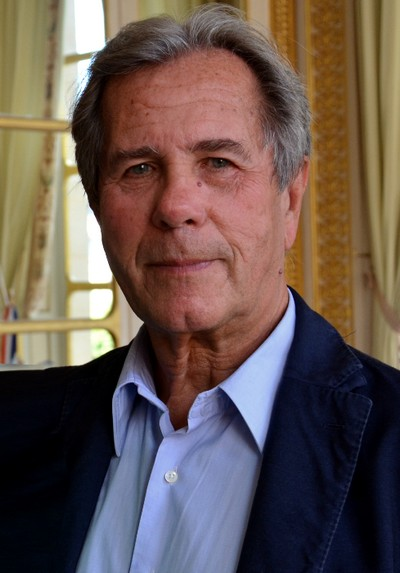
Jean-Louis Debré, président du Conseil supérieur des archives de 2016 à 2025.

- Depuis 2025 : en attente de nomination